# Heer Halewijn
Heer Halewijn (conosciuta anche come Van Here Halewijn in italiano La canzone di Lord Halewijn) è un racconto folkloristico olandese riadattato in una ballata popolare. Nonostante la prima testimonianza scritta della canzone fu pubblicata in un'antologia del 1848, la ballata risale al XIII secolo ed è una delle più antiche canzoni popolari olandesi di cui si ha testimonianza. La storia di Lord Halewijn è addirittura più antica e risale all'età carolingia. Molti dei mitemi presenti nella ballata risalgono alle leggende pre-cristiane germaniche.
Il tema della canzone è simile in molti aspetti a diverse canzoni germaniche in circolazione in Europa nel Medioevo, alla ballata inglese May Colvin or False Sir John e alla sua variante Lady Isabel and the Elf Knight. La leggenda potrebbe aver ispirato a sua volta la fiaba di Barbablù.

## Trama
Esistono diverse versioni della ballata. In tutte queste, Lord Halewijn (o Halewyn) è un uomo malvagio, uno stregone o un demone che canta una canzone magica. Ogni donna che lo sente cantare ne è attratta e va a trovarlo nella foresta in cui abita, dove lui la uccide. In alcune versioni la fanciulla viene decapitata mentre, in altre, Lord Halewijn le fa un incantesimo con la spada che la trasforma in pietra.

Un giorno una principessa (il cui nome in una versione è Matchteld ma che il più delle volte rimane innominata) sente la canzone e viene attirata nel bosco per incontrare Lord Halewijn. In alcune versioni la principessa conosce le intenzioni dell'uomo, in altre, viene informata del pericolo da un uccello bianco. La fanciulla incontra Halewijn e si lascia incantare dalla sua magia. Insieme cavalcano fino a un patibolo dove lui le dichiara la sua intenzione di ucciderla ma, stupito dalla bellezza della ragazza le permette di decidere il modo in cui morirà. La principessa sceglie di essere decapitata ma lo supplica di togliersi le vesti così che il sangue non le macchi.
"Maer trekt eerst uit uw opperst kleed.
Want maegdenbloed dat spreidt zoo breed, Zoot u bespreide, het ware my leed."
(Ma prima togli il manto perché il sangue di una fanciulla si sparge così lontano che se ti macchiasse, sarebbe per me un dolore).
Lord Halewijn ripone la spada e incomincia a spogliarsi, come vuole la ragazza. In alcune versioni, mentre il vestito è sopra la sua testa, la stoffa dell'abito silenzia la canzone magica. Un'altra versione riporta che, mentre il vestito passa sulla testa di Halewijn, questo non riesce più a usare il suo sguardo ammaliante. In altre versioni viene raffigurato dare le spalle alla principessa mentre si spoglia. Qualunque sia la versione comunque, mentre lui si spoglia, la principessa si risveglia dall'incantesimo e taglia la testa di Halewijn con la sua stessa spada.
La principessa porta con sé la testa e ritorna a casa. Mentre torna a casa incontra la madre di Halewijn che le chiede di suo figlio. La principessa le rivela allora il destino di Halewijn. La testa viene esposta al castello e la storia finisce con celebrazioni solenni per l'impresa della principessa. Tuttavia, in una versione viene aggiunto che la principessa rimase nubile tutta la vita poiché non riuscì mai a provare per i pretendenti lo stesso amore che aveva provato per Halewijn.

## Ballata
Het Lied van Heer Halewijn (La canzone di Lord Halewijn) è una ballata in rima risalente al Medioevo. Il primo a trascriverla fu Jan Frans Willems, unendo varie fonti orali e scritte in un testo di 40 versi. Molte versioni tralasciano le parti descrittive o non riportano comunque diverse scene (per esempio la scena dell'incontro tra la principessa e la madre di Halewijn) riducendo la ballata a una ventina di versi.

### Storia della ballata
Jan Frans Willems ha raccolto e trascritto il testo della ballata intorno al 1830 e l'ha pubblicata nel 1848 nel suo libro Oude Vlaemsche Liederen (Antiche Canzoni Fiamminghe). Alcuni ipotizzano che Willems abbia copiato la ballata da diverse stampe vendute da mercanti e che prima la canzone fosse tramandata oralmente. La natura del racconto risale all'Alto Medioevo, ma contiene diversi elementi rimandanti all'età carolingia, e perciò è generalmente indicata come precedente alla simile Lady Isabel and the Elf Knight.

Durante la sua trasmissione orale nei secoli, la ballata ha subito numerose modifiche e aggiunte, tanto che alcuni versi potrebbero essere stati aggiunti secoli dopo la sua prima comparsa. In particolare il verso finale è verosimilmente un'aggiunta del XVI secolo poiché compare la parola banket (banchetto) che non comparve prima di quel periodo.
Daer wierd gehouden een banket,
Het hoofd werd op de tafel gezet.
(Fu organizzato un banchetto

(e) la testa venne posta sul tavolo).

### Testo e trama
La ballata è scritta in terza persona e nonostante si concentri sulla principessa più che su Halewijn, si limita a descrivere le azioni della fanciulla piuttosto che esporne il punto di vista. La versione di Willems, che è la più completa, è composta da 40 versi. Tuttavia, mentre alcuni elementi chiave della trama sono spiegati a malapena altri dettagli di minore importanza occupano molti versi.

Come esempio dello squilibrio della trama in confronto alla ballata: otto distici raccontano della principessa che chiede il permesso prima al padre, poi a sua madre, poi a sua sorella e infine a suo fratello per incontrare Halewijn. Dopo che il fratello le accorda il permesso i successivi sei versi vengono utilizzati per descrivere l'abbigliamento della fanciulla. Diversamente, l'assassinio di Halewijn occupa solo due versi e viene solo menzionato, mai descritto nel dettaglio:
Eer dat zyn kleed getogen was,
Zyn hoofd lag voor zyn voeten ras.
(Dopo che si fu tolto la maglietta la sua testa giaceva già accanto ai suoi piedi).

Inoltre non viene mai spiegato nel dettaglio chi Lord Halewijn sia e perché, o addirittura come uccida le donne che attira nella sua foresta. Ciò potrebbe essere dovuto al fatto che i versi in cui veniva spiegato tutto ciò sono andate perse col passare del tempo, ma più verosimilmente ciò potrebbe essere dovuto al fatto che la ballata non debba raccontare tutta la storia di Halewijn ma soltanto cantare la sua fine. Essendo un motivo popolare non ebbe bisogno di ulteriori spiegazioni.
Inoltre, la ballata contiene un elemento raramente menzionato nella storia: Dopo essere stato decapitato, Halewijn continua a parlare implorando la principessa di spalmargli sul collo un unguento d'erbe, successivamente di prendere il suo corno e soffiarlo  "'Dat al myn vrienden het hooren!" (affinché i miei amici sentano). Ovviamente la fanciulla non fa nulla di tutto ciò, limitandosi a rispondere "Moordenaers raed en doen ik niet" (Non seguirò il consiglio di un assassino). In questo caso potrebbe essere stata la leggenda a essere semplificata mentre la ballata ha mantenuto la storia originale.

### Schema rimico
La ballata è composta da 40 versi brevi, la maggior parte dei quali sono composti da due versi di lunghezza uguale terminanti con rima baciata.
Heer Halewyn zong een liedekijn
Al die dat hoorde wou bi hem zijn.
(Lord Halewyn cantava una canzone
e tutte quelle che la sentivano volevano andare da lui)

Successivamente, diverse chiavi aggiungono un terzo verso che rima con gli altri due.
Alsdan heeft hy tot haer gezeid:
Mits gy de schoonste maget zyt,
Zoo kiest uw dood! het is noch tyd.
(Così lui le disse
siccome sei la fanciulla più bella
scegli la tua morte (finché) hai ancora tempo)
il terzo verso potrebbe essere il rimanente di un altro verso accorpato al precedente. Potrebbe anche essere stato utilizzato per riassumere una scena chiave piuttosto che allungarne la spiegazione a due versi. Un'altra ipotesi è che la canzone fosse originariamente cantata in strofe da tre versi: In una normale strofa, il cantante dovrebbe cantare il primo e il secondo verso insieme, infine riprendere il secondo verso come conclusione. Nei momenti chiave, il terzo verso rimpiazza la ripetizione del secondo per velocizzare l'azione.

## Contesto
Secondo il sistema di classificazione Aarne-Thompson, alla fiaba è assegnato il codice 311 (l'eroina si salva da un nemico sovrannaturale).
La fiaba ha molti aspetti in comune con la child ballad Lady Isabel and the Elf Knight. Inoltre, è da notare la somiglianza tra Lord Halewijn e il leggendario Barbablù.
Il tratto comune che collega la leggenda di Halewijn alle altre storie è il tema della donna sedotta da uno sconosciuto potente e affascinante, il quale appartiene a un altro mondo e ha cattive intenzioni. Contrariamente alle altre storie, la fanciulla riesce a salvarsi da sola grazie alla propria astuzia invece di essere aiutata dai suoi fratelli o da un altro parente.
Sebbene, come detto più volte, la fiaba sia simile a quella di Lady Isabel, se ne distingue poiché include diversi temi del periodo pre-medievale e perciò si pensa sia molto più antica. In particolare, le scene dove la principessa chiede prima a suo padre, poi a sua madre poi a sua sorella di andare a incontrare Halewijn prima che suo fratello le conceda il permesso "Als gy uw eer maer wel bewaerd / En gy uw kroon naer rechten draegt!" (...a patto che tu mantenga il tuo onore e possa indossare la corona con dignità) fa allusione all'usanza del fratello di aver cura dell'onore della propria sorella in età carolingia.
Oltre ai riferimenti a Barbablù, la leggenda contiene anche degli elementi (mitemi) delle antiche leggende germaniche, specialmente l'idea che uno spirito naturale o un demone possa usare una canzone per attirare le persone nel suo mondo, solitamente la sua foresta, dove ne causa la morte.
La storia è simile a quella dei Nixen scandinavi (strömkarlen), spiriti d'acqua che suonano melodie ammalianti, che spingono le donne e i bambini a morire annegati. Numerose versioni riportano che la scena della decapitazione avvenga vicino a una sorgente e in una versione Halewijn svela alla principessa di aver annegato tante donne quante ne ha impiccate. Nella ballata tuttavia il luogo della morte viene descritto come un patibolo "Zy kwamen al aen een galgenveld / Daer hing zoo menig vrouwenbeeld." (Giunsero al patibolo / Dov'erano impiccate molte donne), viene citata anche una scena in cui la fanciulla lava la testa di Halewijn in un pozzo  Zy nam het hoofd al by het haer, / En waschtet in een bronne klaer. (Lei prese la testa per i capelli/ e la lavò in un pozzo di sorgente).

## Influenze
Nella musica
- Heer Halewijn è una musica per coro composta nel 1920 da Willem Pijper.
- Halewijn è un'opera lirica in 9 parti composta da Willem Pijper e Martinus Nijhoff tra il 1932 e il 1934.

Nella letteratura
- Sir Halewijn è un racconto contenuto nella raccolta The Guizer: A Book of Fools (1975) di Alan Garner.
- Sire Halewijn è un racconto contenuto nella raccolta Leggende fiamminghe (1858) -pubblicato in Italia da Bompiani nel 1945- dello scrittore belga Charles De Coster.